# Praf cosmic

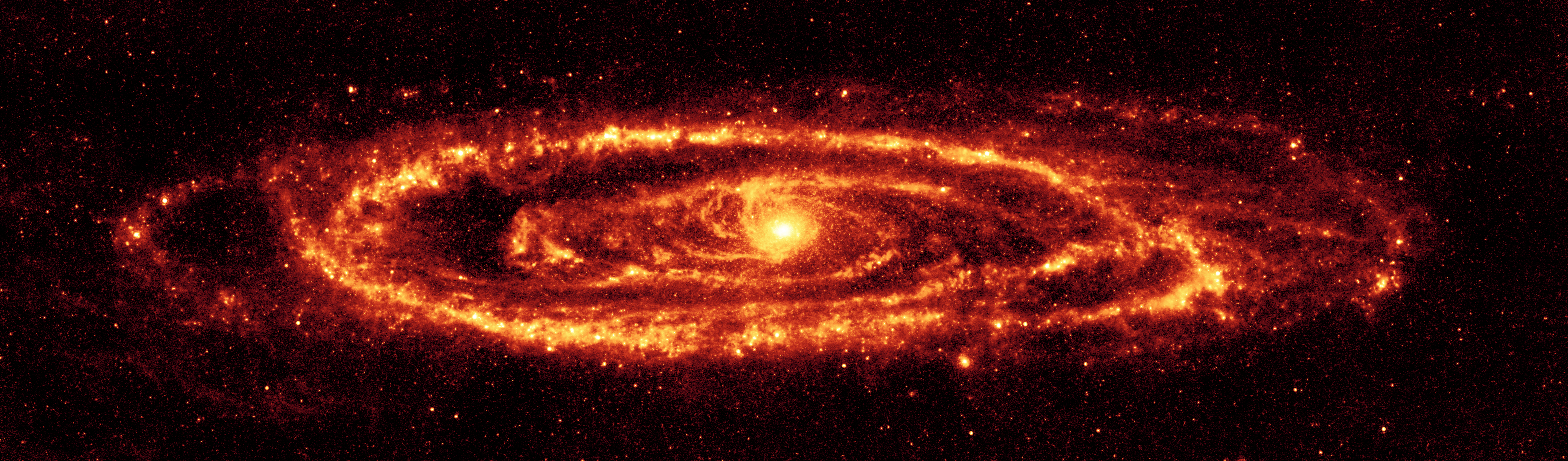
Praf cosmic în Galaxia Andromeda.

Materia interplanetară sau praful cosmic interplanetar este un tip de praf compus din particule aflat în spațiul cosmic, cum ar fi molecule cu 0,1 mm dimensiune.

## Origine
Spațiul dintre planete – imens în raport cu dimensiunile planetelor – nu este vid, ci este ocupat de materie rarefiată de dimensiuni diferite. Acestea provin din emisia crepusculară a stelelor, din dezagregarea unor corpuri cerești din sistemul stelar, ca de exemplu: cometele, planete mici, cât și resturile materiei originale din care s-a format sistemul stelar.

## În Sistemul Solar
Lumina zodiacală, sub forma unui con de lumină în planul elipticii după apusul Soarelui, este una din manifestările acestei materii.
Lumina antisolară se poate observa foarte greu la miezul nopții, în opoziție cu Soarele. Aceasta este lumina solară difuzată de o coadă gazoasă a Pământului.